# El Maharra
El Maharra (ou El Mehara) (em árabe: المھارة) é um município localizado na província de El Bayadh, Argélia. Segundo o censo de 2008, a população total da cidade era de 3 252 habitantes.